# Dmitrij Gerasimov
Dmitrij Gerasimov (ryska: Дмитрий Герасимов), född omkring 1465, död efter 1535, var en rysk kanslist och översättare.
Gerasimov skickades i slutet av 1400-talet i politiskt uppdrag till Sverige och Danmark och 1525 till Rom, där han kom i kontakt med Paolo Giovio, som publicerade Gerasimovs intryck om Ryssland och Skandinavien i sitt arbete "De legatione Basilii M.P. Moscoviæ liber" (1537). Gerasimov blev efter hemkomsten till Moskva Maksim Greks medhjälpare vid översättningen av Bibeln till kyrkslaviska.

## Fotnoter
1. 1 2  Tjeckiska nationalbibliotekets databas, NKC-ID: js20221140608, läst: 14 februari 2022.[källa från Wikidata]
2. 1 2  Tjeckiska nationalbibliotekets databas, NKC-ID: js20221140608, läst: 20 december 2022.[källa från Wikidata]